# Cone Island (Northland)
Cone Island ist eine Insel vor der Ostküste der Region Northland der Nordinsel von Neuseeland.

## Geographie
Die rund 540 m lange und rund 220 m breite Insel befindet sich rund 5,5 km nördlich des Whangaroa Harbour und zählt zu der südöstlich angrenzenden und größeren Insel Stephenson Island. Die beiden Inseln liegen seeseitig der Whangaroa Bay und gehören administrativ zum Far North District. In nordwestlicher Richtung sind Cone Island mehrere Felsen und das Felsriff Kawhiti Reef vorgelagert.